# De dood als peet
De dood als peet of Peetoom Dood is een sprookje dat werd opgetekend door de gebroeders Grimm in Kinder- und Hausmärchen met het nummer KHM44. De oorspronkelijke naam is Der Gevatter Tod.

## Het verhaal
Een arme man heeft twaalf kinderen en als het dertiende kind komt weet hij zich geen raad. De eerste die hij tegenkomt vraagt hij peetoom te worden en dit is Onze Lieve Heer. De man wil Onze Lieve Heer echter niet als peet omdat hij de rijken nog rijker maakt en de armen laat verhongeren. De duivel komt naar de man toe en belooft veel goud als ruil om peet te zijn voor het dertiende kind. De man weigert opnieuw omdat de duivel mensen bedriegt en verleidt. De man loopt verder en ontmoet de dood, hij kiest hem omdat hij geen onderscheid maakt tussen arm en rijk.
De zondag erop komt de dood bij de doop, zoals hij heeft beloofd. Als de jongen volwassen is geworden komt de peetoom langs en beveelt hem mee te gaan. Hij neemt de jongen mee naar het bos en laat een kruid zien. De jongen zal een beroemde dokter worden, als er een zieke wordt gebracht zal de dood verschijnen. Als de dood bij het hoofd staat, kan de jongen de zieke genezen met het kruid. Maar als de dood bij de voeten van de zieke staat, is er geen genezing meer mogelijk. Als hij het kruid tegen de dood wil gebruiken, zal het slecht met de jongen aflopen.
Al snel is de jongen de beroemdste dokter van de hele wereld en hij verdient veel geld. Dan wordt de koning ziek en de jongen wordt bij hem geroepen, hij ziet al snel dat genezing niet mogelijk is. De jongen neemt een risico en tilt de koning op en draait hem om en hij geeft hem wat van het kruid. De koning geneest en de dood waarschuwt dat hij dit gedrag niet nogmaals zal tolereren. Kort daarna wordt de dochter van de koning ziek, ze is zijn enige kind. Degene die haar van de dood kan redden, mag met haar trouwen en zal de kroon erven. De dokter ziet de dood bij de voeten van het meisje en draait haar, ondanks de waarschuwing, om en geeft haar van het kruid. De dokter is erg gelukkig, maar de dood loopt met grote stappen op de dokter af en grijpt hem vast.
De dokter wordt naar een onderaardse grot gebracht en ziet duizenden kaarsen branden. Soms doofden kaarsen en anderen gaan weer branden. De dood legt uit dat het de levenskaarsen van mensen zijn. Grote kaarsen zijn van kinderen en hoe kleiner de kaars, hoe ouder de mens is. De dokter wil graag zijn levenskaarsje bekijken en de dood wijst naar een klein stompje dat dreigt uit te gaan. De dokter smeekt een nieuwe kaars voor hem aan te steken, zodat hij kan genieten van de mooie koningsdochter. Dan legt de dood uit dat er altijd eerst een kaars moet doven, voordat er een nieuwe branden kan. De dokter vraagt zijn stompje op een nieuwe kaars te zetten, zodat het vlammetje meteen verder brandt. De dood doet alsof, maar laat het stompje vallen waarna het dooft. De dokter zakt in elkaar en is nu in handen van de dood.

## Achtergronden
- Het sprookje komt uit Hessen. Het slot is pas in de tweede druk toegevoegd en is ontleend aan een verhaal in Neue Abendgenossen (1811) van Friedrich Gustav Schilling.
- Verwante verhalen kwamen in heel Europa voor, de oudste komen uit IJsland. Ook in Vlaanderen (België) bestaat er een gelijkaardig verhaal, met dat verschil dat de dokter de Dood voor een derde maal te slim af is en hem weet op te sluiten in een mestput, waarin hij voor 100 jaar gevangen zit.
- De levenslichtjes komen ook voor in de Oudnoorse en Griekse sagen.
- Vergelijk De peetoom (KHM42), Vrouw Trui (KHM43) en het vervallen sprookje KHM43a (Die wunderliche Gasterei).
- Magere Hein staat vaak symbool voor "de dood" en wordt afgebeeld met een zeis (en vaak een zandloper).
- Zie ook De geest in de fles (KHM99).
- Vergelijk Een hulpvaardige geest, waarin een brahmaan een geest uitdrijft en zijn waarschuwing negeert.